# Библиотека Марчиана
Национальная библиотека Марчиана, Библиотека Сан-Марко, Библиотека Сансовино (итал. Biblioteca Nazionale Marciana, Libreria sansoviniana, вен. Biblioteca Nazional Marciana) — крупнейшая библиотека Венеции. Расположена близ центральной площади города, на Пьяцетте, напротив Дворца дожей. Названа в честь святого евангелиста Марка, покровителя города. Собрание библиотеки насчитывает около 13 117 манускриптов, 2887 инкунабулы и 24 060 книг XVI века.

## История
Начало библиотеке положил дар книжного собрания, насчитывавшего 750 рукописей на латыни и древнегреческом, не считая первопечатных книг, сделанный Венецианской республике 31 мая 1469 года кардиналом Виссарионом. Коллекция стала результатом усилий Виссариона по поиску редких рукописей по всей Греции и Италии, их приобретения или копирования ради сохранения наследия классических греческих авторов и литературы Византии после падения Константинополя в 1453 году. Выбор Венеции для расположения библиотеки был обусловлен прежде всего наличием значительной общины греческих беженцев в городе и его историческими связями с Византийской империей.
В продолжение всего существования Венецианской республики общедоступное собрание пополнялось за счёт вкладов аристократических семейств, а в начале XIX века — благодаря поступлению книг из упразднённых Наполеоном Бонапартом монастырей.
В 1530-е годы библиотекой руководил влиятельный кардинал и знаменитый писатель, учёный-гуманист Пьетро Бембо. Не без его участия были выделены средства на возведение здания библиотеки в квартале Сан-Марко.
Строительство здания библиотеки было частью обширной архитектурной программы, начатой при венецианском доже Андреа Гритти (1523—1538). Программа была направлена на повышение «венецианской самооценки» и подтверждение международного престижа республики после многих поражений предыдущего времени и, особенно, после разграбления Рима в 1527 году ландскнехтами императора Карла V (итал. Sacco di Roma). Основная цель заключалась в том, чтобы вызвать память и гордость о древнеримской республике и представить Венецию как истинного преемника Рима.
По мере роста собраний библиотека заняла соседние здания, включая построенный по проекту Якопо Сансовино в 1537—1547 годы Монетный двор Венеции (итал.  Zecca di Venezia). В новейшее время историческое здание стали называть «Библиотекой Сансовино» (итал. Libreria sansoviniana) и оно в значительной части стало музеем. С 1904 года учреждения библиотеки, читальные залы и большая часть коллекции размещаются в прилегающей Дзекке, бывшем монетном дворе Венецианской республики. Ныне Национальная библиотека Марчиана — единственное официальное учреждение, основанное венецианским Сенатом в эпоху Возрождения и маньеризма, которое выжило и продолжает функционировать по настоящее время.
Историческая библиотека занимала верхний этаж, а цокольный этаж постепенно переоборудовали под магазины и кафе. Библиотека хранит множество произведений выдающихся художников Венеции шестнадцатого века, что делает её уникальным памятником искусства Венеции: архитектуры, скульптуры, живописи.

## Архитектура
Строительство нового здания началось в марте 1537 года по проекту Якопо Сансовино, который предложил постройку в виде необычайно протяжённой двухъярусной лоджии, подобной таким же лоджиям зданий Новых прокураций на площади Сан-Марко (вначале планировалось возведение трёхэтажного здания). Было также решено, что верхний этаж будет отведён под кабинеты архива, прокуратуры и библиотеки. «Это не только удовлетворило бы условия пожертвований, но и принесло бы республике славу как центра мудрости, обучения и культуры». Примечательно, что и в более раннем указе 1515 года, в котором приводились примеры библиотек в Риме и Афинах, прямо заявлялось, что «идеальная библиотека с прекрасными книгами будет служить украшением для города и светом для всей Италии». Здание в основном было закончено к 1554 году. Достройкой в 1582—1588 годах занимался венецианский архитектор, ученик и последователь Андреа Палладио, Винченцо Скамоцци.
В архитектуре Библиотеки Сан-Марко Сансовино продолжил находки Палладио, но также продемонстрировал новые черты, предвещающие стиль барокко: зрительную дематериализацию стены с помощью больших, тесно поставленных проёмов аркад с колоннами по типу палладиева окна и оригинальными окнами фриза в форме горизонтального овала со сложным наличником, получившим позднее название «перла барокка».
Первый этаж построен по типу «римской архитектурной ячейки», классические образцы которой можно увидеть в Театре Марцелла и в Колизее в Риме. Он состоит из ряда колонн дорического ордера, поддерживающих антаблемент с богато украшенным фризом. Колонны обрамляют арочные проёмы наподобие палладиевых окон. Такую композицию в Венеции называют серлианой по имени архитектора Себастьяно Серлио, который привёл в своём трактате 1584 года мотив трёхчастного окна, подобного венецианскому, но на самом деле она восходит именно к Палладио.
Второй ярус здания оформлен подобным же образом, но с применением ионического ордера. Идея декоративного фриза второго яруса над колоннами с гирляндами, чередующимися с оконными проёмами «перла барокка», уже использовалась Сансовино для внутреннего двора Палаццо Гадди в Риме (1519—1527). Вставка окон во фриз была впервые применена Донато Браманте в Палаццо Каприни в Риме (1501—1510, здание снесено в 1938 году) и на вилле Фарнезина, но иной, не барочной формы, постройки Бальдассаре Перуцци (1506—1510).
Винченцо Скамоцци добавил статуи и обелиски на балюстраде кровли здания. Статуи выполняли Камилло Мариани и другие скульпторы. В точности неизвестно, планировал ли такое завершение Сансовино. Орнамент гирлянд с путти, по-видимому, основан на фрагменте рельефа мраморного саркофага начала II века, принадлежащем коллекции древностей кардинала Доменико Гримани.

## Интерьеры
Над украшением залов библиотеки трудились Паоло Веронезе, Франческо Сальвиати, Андреа Мельдолла и другие знаменитые мастера того времени. Внутренние помещения украшены картинами: панно, написанными маслом на холстах в золочёных рамах (фрески во влажном климате сохранялись плохо). Они созданы мастерами периода венецианского маньеризма, среди которых произведения Тициана, Тинторетто, Паоло Веронезе и Андреа Скьявоне. Большинство тем и сюжетов подобраны таким образом, чтобы выполнять дидактическую и педагогическую функции, направленные на формирование идеальных: умеренных и стойких правителей, преданных общественному долгу согласно философии Платона — воплощения одного из центральных течений мысли эпохи Возрождения. На некоторых из этих картин изображены мифологические сцены, заимствованные из произведений классических авторов: «Метаморфозы» и «Фасты» Овидия, «Золотой осёл» Апулея, «Брак филологии и Меркурия» Марциана Капеллы и другие).
Иные картины представляют аллегорические композиции с загадочными символами. Они отражают интерес венецианцев к эзотерике и герметическим трактатам, особенно после публикации в 1505 году книги Гораполлон «Иероглифика», изданной в Венеции Альдом Мануцием на греческом языке, а в 1517 году — в переводе на латынь. Многие из подобных изданий особенно ценились в Венеции и соответственно в Библиотеке Марчиана. Распределение картин соответствовало символическому значению помещений: вестибюль (пропилеи), подъём по лестнице (восхождение к скрытому смыслу символов), читальный зал — «зал мудрости и добродетелей». Таким образом раскрывалась основная идея: идеальное государство Платона представляет «Венецианская республика как символ мудрости, порядка и гармонии».
Вестибюль изначально был обставлен деревянными скамьями с кафедрой, находившейся под центральным окном западной стены. В 1591 году он был преобразован Винченцо Скамоцци в Скульптурный зал, демонстрирующий коллекцию античной скульптуры, которую Джованни Гримани подарил Венецианской республике в 1587 году. Плафон вестибюля оформлен рельефным вызолоченным декором и иллюзорной росписью («квадратурой») работы братьев Кристофоро и Стефано Роза да Брешия (1569), а также картиной Тициана в центре, представляющей аллегорию мудрости или истории (в иной интерпретации: поэзию, философию или риторику).
В читальном зале ранее находились 38 столов, расположенных в два ряда. Между окнами — портреты великих мыслителей древности, сопровождённые подписями. Со временем эти картины неоднократно перемещали и, в конечном итоге, в 1763 году, их поместили во Дворец Дожей. Десять уцелевших были возвращены в библиотеку в начале XIX века и объединены с другими картинами в 1929 году. Из «философов» только «Диоген» Тинторетто достоверно атрибутирован.
Потолок читального зала украшает 21 картина-медальон круглого формата: «тондо», созданных разными венецианским живописцами: Джованни де Мио, Джузеппе Сальвиати, Баттиста Франко, Джулио Личинио, Бернардо Строцци, Джамбаттиста Дзелотти, Алессандро Варотари, Паоло Веронезе и Андреа Скьявоне (1556—1557). Они оправлены в позолоченный и расписной деревянный каркас вместе с 52 гротесками работы Баттисты Франко.